# Burg Fürsteneck (Butschbach)
Die Burg Fürsteneck ist die Ruine einer Höhenburg südlich der Rench auf einer 278 Meter hohen Bergnase am Ausgang des Bottenauer Tales bei den Ortsteilen Butschbach und Bottenau der Gemeinde Oberkirch im Ortenaukreis in Baden-Württemberg.
Die Burg wurde Ende des 12. Jahrhunderts von den Grafen von Zähringen erbaut und 1225 als „castrum“ erwähnt. 1286 wurden Friedrich und Egino Fürstenberg, Ministeriale König Rudolfs I., zu Burgherren. Später kam die Burg in den Besitz des Bistums Straßburg. Um 1635 wurde die Burg im Dreißigjährigen Krieg zerstört.
Von der ehemaligen Burganlage, von der ein großer ovaler Burghof mit Wohnturm und zwei Nebengebäuden, einem Zisternenschacht und einer Ringmauer nachgewiesen wurde, sind noch Grundmauern erhalten.